# Marcos Benítez (calciatore)
Marcos Agustín Benítez (Villa Gobernador Gálvez, 21 settembre 2001) è un calciatore argentino, attaccante dell'Agropecuario.

## Caratteristiche tecniche
Gioca come centrocampista difensivo.

## Carriera
Benítez è entrato a far parte del settore giovanile del Newell's Old Boys nel 2020, proveniente dal Brown (A). Nell'ottobre del 2021 ha firmato il suo primo contratto professionistico ed il 3 settembre 2022 ha debuttato in prima squadra nell'incontro di Primera División vinto 1-0 contro il Talleres (C).
Il 3 gennaio 2023 è stato ceduto in prestito al Barracas Central. Per la stagione 2024 è stato prestato al Dep. Madryn in Primera B Nacional.

## Statistiche

### Presenze e reti nei club
Statistiche aggiornate al 4 aprile 2024.
| Stagione        | Squadra           | Campionato      | Campionato | Campionato | Coppe nazionali | Coppe nazionali | Coppe nazionali | Coppe continentali | Coppe continentali | Coppe continentali | Altre coppe | Altre coppe | Altre coppe | Totale | Totale | Totale |
| Stagione        | Squadra           | Comp            | Pres       | Reti       | Comp            | Pres            | Reti            | Comp               | Pres               | Reti               | Comp        | Pres        | Reti        | Pres   | Reti   |        |
| --------------- | ----------------- | --------------- | ---------- | ---------- | --------------- | --------------- | --------------- | ------------------ | ------------------ | ------------------ | ----------- | ----------- | ----------- | ------ | ------ | ------ |
| 2022            | Newell's Old Boys | PD              | 1          | 0          | CA+CdL          | 1+0             | 0               |                    | -                  | -                  |             | -           | -           | 2      | 0      |        |
| 2023            | Barracas Central  | PD              | 13         | 0          | CA+CdL          | 2+0             | 0               |                    | -                  | -                  |             | -           | -           | 15     | 0      |        |
| 2024            | Dep. Madryn       | PBN             | 5          | 0          | CA              | 0               | 0               |                    | -                  | -                  |             | -           | -           | 5      | 0      |        |
| Totale carriera | Totale carriera   | Totale carriera | 19         | 0          |                 | 3               | 0               |                    | -                  | -                  |             | -           | -           | 22     | 0      |        |